# Julien Ficher
Julien Félix Ficher (Brussel, 7 augustus 1888 – Dilbeek, 2 november 1989) was een Belgisch kunstschilder, tekenaar, aquarellist, houtsnijder en pedagoog. Hij is vooral bekend omwille van zijn Dilbeekse landschappen maar schilderde ook stillevens.

## Levensloop
Ficher was de zoon van Louis Augustin Ficher, werkzaam als bediende bij een textielfabrikant en Marie Mettewie. Ficher studeerde af als onderwijzer aan de Normaalschool Karel Buls in Brussel. Aan de Emile Fabry] supérieure d'Éducation physique behaalde hij vervolgens het diploma van leraar in de lichamelijke opvoeding.
Hij volgde eveneens tekenles aan de Koninklijke Academie voor Schone Kunsten van Brussel en aan de School voor Decoratieve Kunsten in Sint-Jans-Molenbeek.
Ficher werd leraar lichamelijke opvoeding en stelde samen met Henri De Genst het pedagogische boek Rondes et danses populaires samen. In dit boek, dat hijzelf illustreerde, stonden dansen met bijbehorende muziek vermeld die in de lessen lichamelijke opvoeding konden worden gebruikt. Samen met Willem Gijssels verzorgde hij jaren nadien eveneens de Nederlandse vertaling Volks- en Rondedansen.
In 1912 kwam de net gehuwde Ficher in contact met Georges Rouma die gedurende drie jaar als pedagoog had gewerkt in de Boliviaanse hoofdstad Sucre en die vrijzinnige medewerkers zocht voor zijn project. Rouma wist Ficher te overtuigen en in februari 1914 vertrok hij met zijn echtgenote naar Sucre. Zijn twee dochters werden er allebei geboren. Gedurende ruim vijf jaar gaf hij les in tekenen en lichamelijke opvoeding aan toekomstige leraren. In 1919 vertrok Ficher naar de Cubaanse hoofdstad Havana waar hij meehielp aan de uitbouw van een nationaal instituut voor lichamelijke opvoeding. Zowel in Sucre als in Havana publiceerde hij pedagogische gidsen.
Ficher keerde in 1920 met zijn gezin terug naar België en vestigde zich in Dilbeek. Hij ging aan de slag als leraar plastische opvoeding aan de Provinciale Normaalschool Tienen en aan de Normaalschool Karel Buls. Vervolgens werd hij directeur van de Brabantse provinciale normaalschool voor tekenkunst en gaf vanaf 1942 het vak methodologie aan de Koninklijke Academie voor Schone Kunsten van Brussel.
Hij begon opnieuw met schilderen en tekenen en was zeer actief in het Brusselse kunstenaarsmilieu. Hij was bevriend met Jean Brusselmans die vlakbij woonde, maar ook met kunstenaars zoals Edgar Bytebier, Armand Massonet, Jules Lismonde, Herman Teirlinck, Maurice Carême en Maurice De Korte. Ficher hield van de mens en de natuur en genoot van de uitzichten in het toen nog landelijke Dilbeek. Vaak waren deze de onderwerpen van zijn kunstwerken waardoor hij al snel de naam le peintre de Dilbeek verkreeg. Hij ontwikkelde een persoonlijke stijl waarbij hij een sterke compositie opbouwde met kleur en vorm waarbij het detail bewust werd verwaarloosd.
In 1974 kreeg hij de Prix de l'Oeuvre Nationale des Beaux-Arts en werd ridder in de Leopoldsorde en officier in de Kroonorde.
In 1979, op ruim 90-jarige leeftijd schreef hij de bundel Ecce Homo, geïllustreerd met eigen houtsneden. Het is een selectie van gedichten en prozateksten die hij door de jaren heen verzameld had.
Als vrijzinnige was hij in 1925 medeoprichter van de Dilbeekse afdeling van de Belgische Werkliedenpartij en was van 1932 tot 1938 lokaal secretaris van de partij.
Ficher stierf in november 1989 op 101-jarige leeftijd. In het cultuurcentrum Westrand werd een maand later een overzichtstentoonstelling georganiseerd.

## Kunstwerken
Vele van zijn werken bevinden zich in privé-bezit. Op openbare plaatsen bevinden zich schilderijen in het Dilbeekse gemeentehuis, het gemeentehuis van Palafrugell in Spanje waar hij zijn vakanties doorbracht, in het Maison des Artistes te Anderlecht en in lokale musea in het Boliviaanse Sucre.